# Nantes (Sangenjo)
Santa Eulalia de Nantes o simplemente Nantes es una parroquia gallega del municipio español de Sangenjo, en la provincia de Pontevedra. En el año 2011 tenía una población empadronada de 783 personas (405 hombres y mujeres 378), repartidas en 15 entidades de población, lo que representa un ligero aumento con respecto a 2000 cuando tenía 781 habitantes.

## Economía
Su actividad económica se basa principalmente en la agricultura, siendo los cultivos de vid y productos de huerta las dos de las actividades propias de esta zona.

## Geografía
La parroquia tiene una extensión de 2,5 km². Limita con las parroquias de Padriñán, Adigna y Villalonga y con el municipio de Meaño. Es la única parroquia del municipio que no tiene mar.

## Poblaciones
Según el nomenclátor de 2011 la parroquia comprende las poblaciones de (entre paréntesis el nombre oficial y en gallego, si este difiere del español):
- Bouzón
- Buezas
- Cachada
- Cancela (A Cancela)
- O Casal
- Contumil (Contomil)
- Dadín
- Gandra
- Iglesia (A Igrexa)
- Pazos
- Pedroño
- Pedrouzos
- Revolta (A Revolta)
- O Santo
- Seixomil